# Eptesicus nilssonii
Eptesicus nilssonii és una espècie de ratpenat que viu a Euràsia (des d'Anglaterra fins a l'illa de Hokkaido i el nord de l'Índia).